# Through the Morning, Through the Night
Through the Morning, Through the Night är det andra och sista studioalbumet med Gene Clark och Doug Dillard under namnet Dillard & Clark. Albumet innehåller flera cover-låtar än det förra Dillard & Clark albumet, The Fantastic Expedition of Dillard & Clark, vilket gjorde att reaktionerna på albumet Through the Morning, Through the Night var mestadels negativa. Clark backade ur projektet efter att albumet utgavs. Doug Dillard fortsatte projektet under namnet "The Doug Dillard Expedition", men  det hela tog raskt slut. Skivbolaget A&M Records lanserade albumet augusti 1969.
Robert Plant och Alison Krauss spelade in cover-versioner av låtarna "Through the Morning, Through the Night" och "Polly" som finns med på albumet Raising Sand från 2007.

## Låtlista
Sida 1
1. "No Longer a Sweetheart of Mine" (Don Reno, Red Smiley, Fred Swift) – 3:16
2. "Through the Morning, Through the Night" (Gene Clark) – 4:06
3. "Rocky Top" (Boudleaux Bryant, Felice Bryant) – 2:47
4. "So Sad" (Don Everly, Phil Everly) – 3:21
5. "Corner Street Bar" (Gene Clark) – 3:35
6. "I Bowed My Head and Cried Holy" (Trad. arrangerad av Dillard & Clark) – 3:33

Sida 2
1. "Kansas City Southern" (Gene Clark) – 3:40
2. "Four Walls" (George Campbell, Marvin Moore) – 3:40
3. "Polly" (Gene Clark) – 4:22
4. "Roll in My Sweet Baby's Arms" (Bill Monroe) – 2:50
5. "Don't Let Me Down" (John Lennon, Paul McCartney) – 3:52

## Medverkande
- Gene Clark – sång, gitarr, munspel
- Doug Dillard – sång, banjo, gitarr, violin

Bidragande musiker
- Byron Berline – violin
- Donna Washburn – gitarr, tamburin, sång
- Jon Corneal – trummor, tamburin
- David Jackson – ståbas, piano, cello, sång
- Sneaky Pete Kleinow – pedal steel guitar
- Bernie Leadon – gitarr, basgitarr
- Chris Hillman – mandolin
- Michael Clarke – trummor
- Andy Belling – cembalo